# Iris subdichotoma
Iris subdichotoma är en irisväxtart som beskrevs av Yu Tang Zhao. Iris subdichotoma ingår i släktet irisar, och familjen irisväxter. Inga underarter finns listade i Catalogue of Life.